# Rikki Ducornet
Rikki Ducornet (* 19. dubna 1949 Canton, New York) je americká spisovatelka. Vydala osm románů, několik knih povídek a básnických sbírek. V češtině jí vyšly krátké romány Kabinet (Netsuke, 2011; česky 2012, Odeon, edice Světová knihovna) a Vějíře markýze de Sade (The Fan-Maker's Inquisition, 1999; česky 2022, Rubato).

## Dílo

### Romány
- Skvrna (The Stain), 1984
- Entering Fire, 1986
- The Fountains of Neptune, 1989
- The Jade Cabinet, 1993
- Phosphor in Dreamland, 1995
- Vějíře markýze de Sade (The Fan-Maker's Inquisition), 1999, český překlad Martin Pokorný, Rubato 2022
- Gazelle, 2003
- Kabinet (Netsuke), 2011
- Brightfellow, 2016 – chystaný román

### Sbírky povídek
- The Butcher's Tales, 1980
- The Complete Butcher's Tales, 1994
- The Word “Desire”, 1997
- The One Marvelous Thing, 2008

### Poezie
- From The Star Chamber, 1974
- Wild Geraniums, 1975
- Bouche a Bouche, 1975
- Weird Sisters, 1976
- Knife Notebook, 1977
- The Illustrated Universe, 1979
- The Cult of Seizure, 1989

### Eseje
- The Monstrous and the Marvelous, 1999
- The Deep Zoo, 2015